# Route Yellowhead
La route Yellowhead (en anglais : Yellowhead Highway, littéralement « route de Tête-jaune », officiellement Highway 16, en français « route 16 », dans chaque province) est une voie routière majeure qui traverse d'est en ouest, le sud ou le centre des quatre provinces de l'ouest du Canada (Manitoba, Saskatchewan, Alberta et Colombie-Britannique). Elle fait partie des routes transcanadiennes, un réseau routier à régime fédéral-provincial qui relie les dix provinces du Canada.
Le nom de la route fait référence au col Tête-Jaune (Yellowhead Pass), lui-même nommé en hommage au guide Tête Jaune également connu sous le nom de Pierre Bostonais.

## La route transcanadienne 16

### Régions traversées

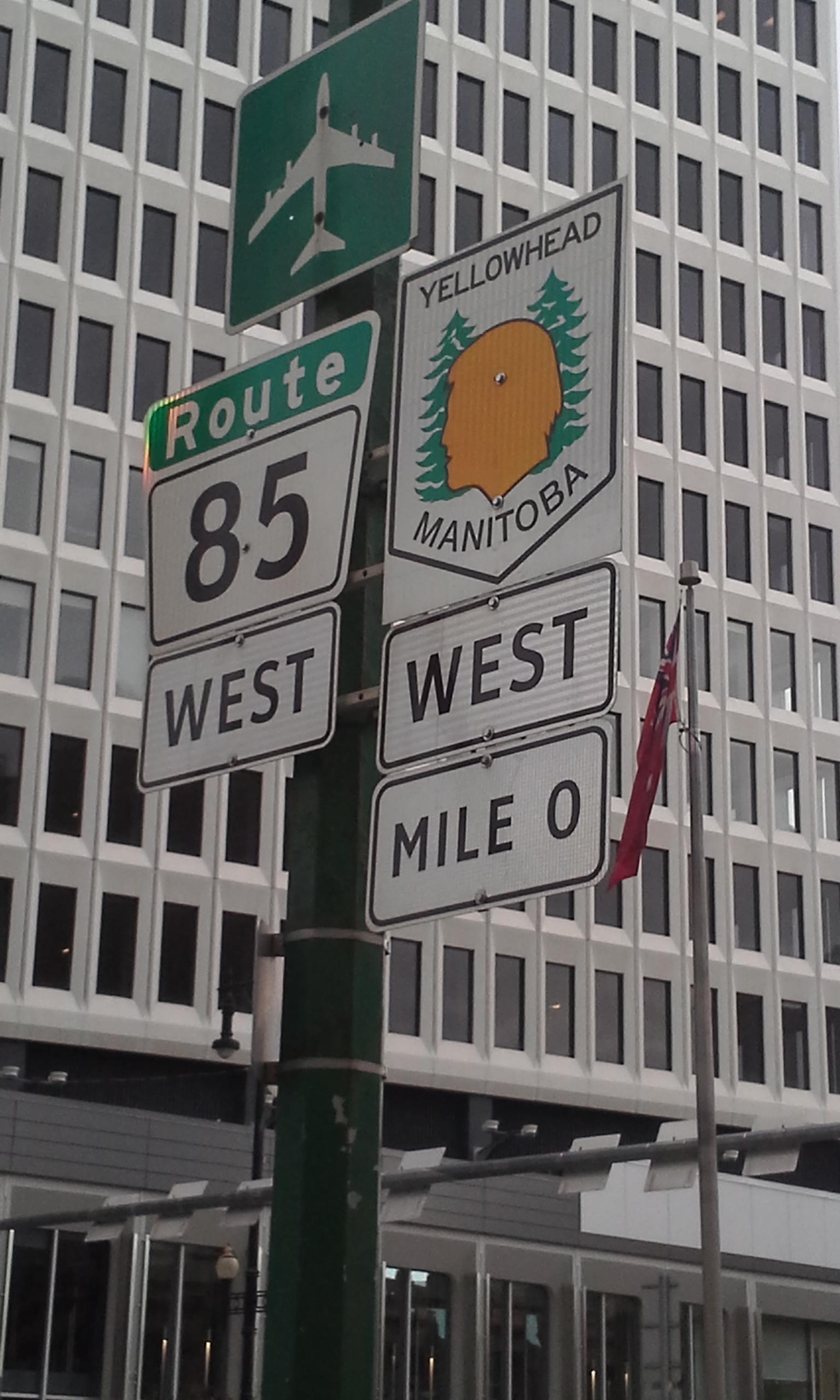
Le kilomètre 0 de la route de "Tête-Jaune" au centre de Winnipeg

Les principales ville traversées sont au Manitoba : Winnipeg, point de départ à l'est de la route et Portage-la-Prairie ; en Saskatchewan : Yorkton, Saskatoon et North Battleford ; en Alberta : Lloydminster (sur la frontière avec la Sakatchewan), Edmonton et Spruce Grove ; en Colombie-Britannique : Prince George, Terrace et Prince Rupert. La route 16 traverse ainsi les provinces des Prairies canadiennes, franchissant d'importants cours d'eau comme la rivière Assiniboine au Manitoba, le grand lac Quill (qu'elle longe au sud), la Saskatchewan Sud à Saskatoon, puis sa branche nord à deux reprises dans la province homonyme puis à nouveau à Edmonton en Alberta. À l'approche des Rocheuses, la route suit la rivière Athabasca avant d'emprunter le col de Tête-Jaune pour les franchir et passer en Colombie-Britannique. Sur le versant oriental la route pénètre dans le sillon des Rocheuses qui sert de vallée au haut Fraser avant de passer sur le plateau Intérieur. À Prince-George elle franchit le Fraser et remonte sont affluent, la rivière Néchako, avant d'atteindre la vallée du Skeena. La vallée de ce fleuve et de son affluent la rivière Bulkley permettent de traverser les montagnes de l'intérieur de la Colombie-Britannique ainsi que la Chaîne Côtière jusqu'à l'océan Pacifique sans franchir de col,,.

### Voirie

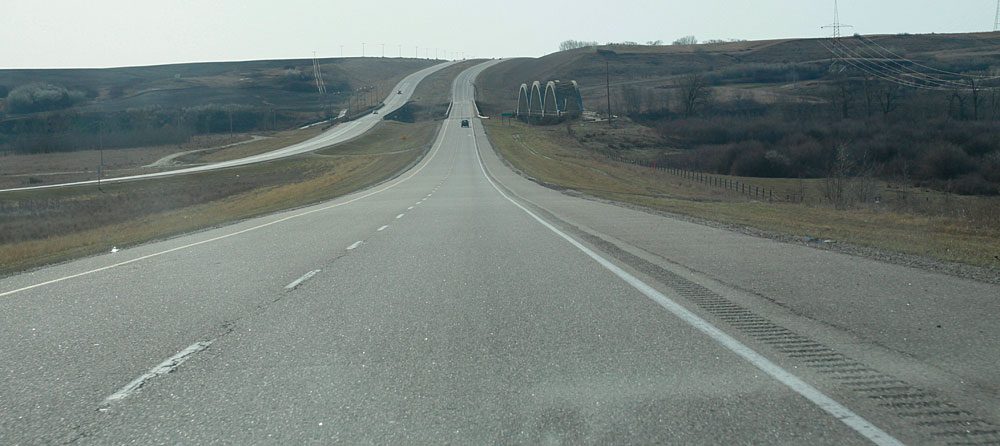
Route à chaussées séparées au niveau du pont Borden sur la rivière Saskatchewan-Nord au nord-ouest de Saskatoon.

Dans les Prairies, la route est le plus souvent une voie rapide avec chaussées séparées mais sans échangeurs. C'est d'abord le cas sur le tronçon entre Winnipeg et Portage-la-Prairie partagée avec la transcanadienne 1, puis de nouveau entre Saskatoon et Hinton. Des portions autoroutières existent à proximité des grandes villes : Saskatoon et Edmonton. Après Hinton, la traversée des Rocheuses se fait par une route à une seule chaussée, de même que pour la traversée de la Colombie-Britannique à l'exception de voies rapides au niveau de Prince George. Après le port de Prince Rupert sur le Pacifique, la route se poursuit sur l'île Graham de l'archipel Haïda Gwaii entre Skidegate et Masset. La jonction entre la portion continentale et la portion insulaire se fait grâce aux traversiers de la compagnie BC Ferries,,,,.

## Intersections
| Principales intersections de la route                 |                                                       |         | | |
| Province                                              | Ville Municipalité Lieu-dit                           | km      | Intersection Destinations                                                                                       | Notes |
| Manitoba                                              | Winnipeg                                              | 0       | Route 6 vers Thompson, au nord.                                                                                 | Principales routes convergeant vers Winnipeg.                                                                                                |
| Manitoba                                              | Winnipeg                                              | 0       | Route 75 vers Grand Forks (Dakota du nord), au sud.                                                             | Principales routes convergeant vers Winnipeg.                                                                                                |
| Manitoba                                              | Winnipeg                                              | 0       | Route transcanadienne 1 vers Thunder-Bay (Ontario), à l'est.                                                    | Principales routes convergeant vers Winnipeg.                                                                                                |
| Manitoba                                              | Winnipeg                                              | 0       | Début de la route transcanadienne 16 Yellowhead. Avenue de Portage et Main Street.                              | Extrémité est du chevauchement avec la route transcanadienne 1 au centre de Winnipeg.                                                        |
| Manitoba                                              | Portage-la-Prairie                                    | 71      | Pont sur la rivière Assiniboine.                                                                                | À l'est de Portage-la-Prairie avant le contournement.                                                                                        |
| Manitoba                                              | Portage-la-Prairie                                    | 100     | Route 1, vers Brandon et Régina (Saskatchewan) à l'est.                                                         | Extrémité ouest du chevauchement avec la route transcanadienne 1, à l'ouest de Portage-la-Prairie                                            |
| Manitoba                                              | Minnedosa                                             | 215     | Route 10, vers Brandon au sud, Dauphin, Le Pas et Flin-Flon au nord.                                            | Chevauchement avec la route 10 |
| Manitoba                                              | Minnedosa                                             | 222     | Route 10, vers Brandon au sud, Dauphin, Le Pas et Flin-Flon au nord.                                            | Chevauchement avec la route 10 |
| Frontière entre le Manitoba et la Saskakatchewan.     | Frontière entre le Manitoba et la Saskakatchewan.     | 366 0   | Fin de la route 16 Yellowhead du Manitoba. Début de la route 16 Yellowhead du Saskatchewan.                     | Fin de la route 16 Yellowhead du Manitoba. Début de la route 16 Yellowhead du Saskatchewan.                                                  |
| Saskatchewan                                          | Saskatoon                                             | 406     | Route 11, vers Régina au sud.                                                                                   | Chevauchement principalement aux normes autoroutières avec la route provinciale 11, comprenant la rocade est de la ville.                    |
| Saskatchewan                                          | Saskatoon                                             | 414     | Pont sur la rivière Saskatchewan-Sud.                                                                           | Chevauchement principalement aux normes autoroutières avec la route provinciale 11, comprenant la rocade est de la ville.                    |
| Saskatchewan                                          | Saskatoon                                             | 419     | Route 11, vers Prince-Albert au nord.                                                                           | Chevauchement principalement aux normes autoroutières avec la route provinciale 11, comprenant la rocade est de la ville.                    |
| Saskatchewan                                          | Borden                                                | 460     | Pont sur la rivière Saskatchewan-Nord.                                                                          | |
| Saskatchewan                                          | North Battleford Battleford                           | 548 553 | Route 4, vers Meadow Lake au nord et Swift Current au sud.                                                      | |
| Saskatchewan                                          | North Battleford Battleford                           | 548 553 | Pont sur la rivière Saskatchewan-Nord.                                                                          | |
| Frontière entre la Saskatchewan et l'Alberta.         | Lloydminster                                          | 688 0   | Fin de la route 16 Yellowhead du Saskatchewan. Début de la route 16 Yellowhead de l'Alberta.                    | Fin de la route 16 Yellowhead du Saskatchewan. Début de la route 16 Yellowhead de l'Alberta.                                                 |
| Alberta                                               | Edmonton                                              | 236     | Autoroute périphérique 216, vers Fort McMurray par la route au nord et Calgary par la route au sud.             | La traversée d'Edmonton par le "Yellowhead Trail" est en cours (2021-2027) de mise aux normes autoroutières.                                 |
| Alberta                                               | Edmonton                                              | 238     | Ponts sur la rivière Saskatchewan-Nord.                                                                         | La traversée d'Edmonton par le "Yellowhead Trail" est en cours (2021-2027) de mise aux normes autoroutières.                                 |
| Alberta                                               | Edmonton                                              | 258     | Autoroute périphérique 216, vers Fort McMurray par la route au nord et Calgary par la route au sud.             | La traversée d'Edmonton par le "Yellowhead Trail" est en cours (2021-2027) de mise aux normes autoroutières.                                 |
| Alberta                                               |                                                       | 295     | Route 43, vers Grande-Prairie au nord.                                                                          | |
| Frontière entre l'Alberta et la Colombie-Britannique. | Frontière entre l'Alberta et la Colombie-Britannique. | 634 0   | Fin de la route 16 Yellowhead de l'Alberta Début de la route 16 Yellowhead de Colombie-Britannique.             | Fin de la route 16 Yellowhead de l'Alberta Début de la route 16 Yellowhead de Colombie-Britannique.                                          |
| Colombie-Britannique                                  | Tête-Jaune-Cache                                      | 76      | Route 5 Yelowhead South, vers Kamloops au sud.                                                                  | |
| Colombie-Britannique                                  | McBride                                               | 138     | Pont sur le fleuve Fraser.                                                                                      | |
| Colombie-Britannique                                  | Prince-George                                         | 346     | Pont sur le fleuve Fraser.                                                                                      | |
| Colombie-Britannique                                  | Prince-George                                         | 351     | Route 97, vers Dawson Creek au nord et vers Kamloops au sud.                                                    | |
| Colombie-Britannique                                  | Fort-Fraser                                           | 486     | Pont sur la rivière Néchako.                                                                                    | |
| Colombie-Britannique                                  | Smithers                                              | 716     | Pont sur la rivière Bulkley.                                                                                    | |
| Colombie-Britannique                                  | Kitwanga                                              | 829     | Route 37 Cassiar, vers Stewart et Whitehorse (Yukon) au nord.                                                   | Chevauchement avec la route 37. |
| Colombie-Britannique                                  | Thornhill Terrace                                     | 919     | Route 37 Cassiar, vers Kitimat au sud.                                                                          | Chevauchement avec la route 37. |
| Colombie-Britannique                                  | Thornhill Terrace                                     | 920     | Pont sur le fleuve Skeena.                                                                                      | |
| Colombie-Britannique                                  | Prince Rupert                                         | 1 070   | Voie maritime du Passage Intérieur Ligne 10 du traversier de BC Ferries vers Port-Hardy au sud.                 | |
| Colombie-Britannique                                  | Prince Rupert                                         | 1 070   | Ligne 11 du traversier de BC Ferries de Prince-Rupert à Skidegate. Durée du trajet : 7 à 8h, distance : 190 km. | Le traversier de la ligne 11 permet de connecter le tronçon insulaire de la route 16 sur l'archipel Haida Gwaii avec sa partie continentale. |
| Colombie-Britannique                                  | Skidegate                                             | 1 262   | Ligne 11 du traversier de BC Ferries de Prince-Rupert à Skidegate. Durée du trajet : 7 à 8h, distance : 190 km. | Le traversier de la ligne 11 permet de connecter le tronçon insulaire de la route 16 sur l'archipel Haida Gwaii avec sa partie continentale. |
| Colombie-Britannique                                  | Masset                                                | 1 346   | Fin de la route 16 Yellowhead de Colombie-Britannique.                                                          | Fin de la route 16 Yellowhead de Colombie-Britannique.                                                                                       |
| - Ponts et traversiers - Chevauchements               |                                                       |         | | |

## La route provinciale britanno-colombienne 5

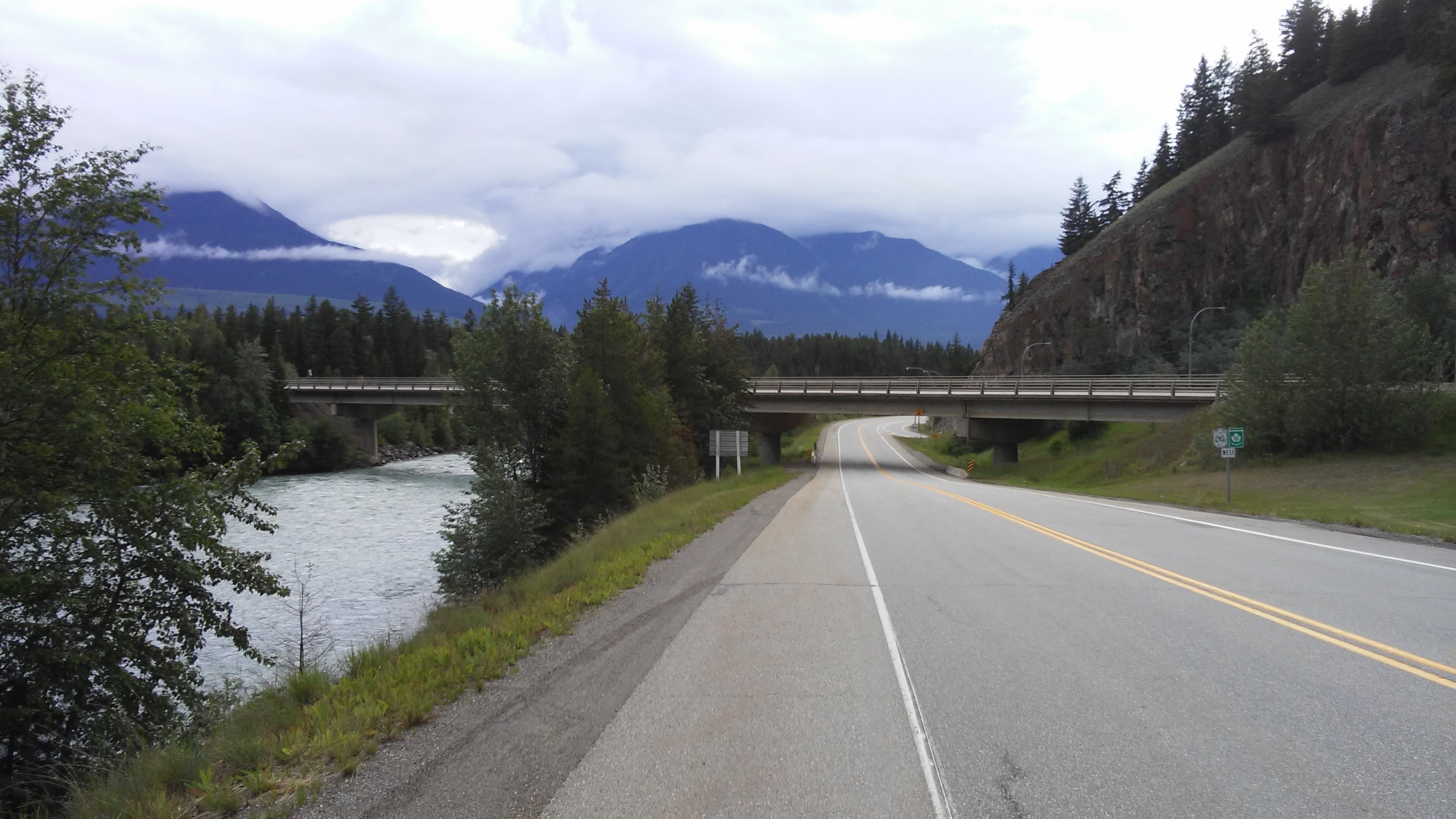
Jonction de la transcanadienne 16 et de route provinciale 5 de Colombie-Britannique.

La route provinciale 5 de Colombie-Britannique entre Tête-Jaune-Cache et Kamloops constitue la bifurcation sud de la route de Tête-Jaune (Southern Yellowhead Highway). Elle relie selon un axe grossièrement nord-sud les routes transcanadiennes 16 et 1. Elle n'a toutefois pas le statut de route transcanadienne. Il s'agit d'une route à deux voies, sur une seule chaussée. Son tracé suit la branche nord de la rivière Thompson, traversant la chaîne Columbia. Entre Kamloops et Vancouver, la route provinciale 5 se confond avec la transcanadienne 1 aux normes autoroutières. Elle prend alors le nom de route Coquihalla (Coquihalla Highway),.